# Psychotria evansensis
Psychotria evansensis är en måreväxtart som beskrevs av Albert Charles Smith. Psychotria evansensis ingår i släktet Psychotria och familjen måreväxter. Inga underarter finns listade i Catalogue of Life.